# 夏の友達/思い出がいっぱい
「夏の友達／思い出がいっぱい」（なつのともだち／おもいでがいっぱい）は、CoCoの3枚目のシングル。1990年5月17日にポニーキャニオンから発売された。

## 解説
- 「夏の友達」はフジテレビ系『鶴太郎のギャグハラスメント』エンディングテーマ曲。タイトルは作家、よしもとばななの小説『TUGUMI』に由来。
- 「思い出がいっぱい」はフジテレビ系アニメ『らんま1/2熱闘編』の第2期オープニングテーマ曲。後に発売されたOVAの『らんま1/2』では、DoCoがカバーした。なお、DoCo版は「思い出がいっぱい (DoCoの曲)」を参照のこと。

## 収録曲
1. 夏の友達 [3:32]
作詞：和泉ゆかり／作曲：山口美央子／編曲：亀田誠治
2. 思い出がいっぱい [3:54]
作詞：及川眠子／作曲：岩田雅之／編曲：有賀啓雄

## カバー
思い出がいっぱい
- DoCo （1991年） - シングル「思い出がいっぱい」に収録。

| テレビアニメ『らんま1/2熱闘編』オープニングテーマ 1990年4月27日 - 1990年9月21日 |                           |                               |
| 前作: ribbon 「リトル☆デイト」                                                  | CoCo 「思い出がいっぱい」 | 次作: 早坂好恵 「絶対!Part2」 |